# Billy Bootle
Billy Bootle (9 tháng 1 năm 1926 – 10 tháng 8 năm 2012) là một cầu thủ bóng đá thi đấu ở vị trí tiền vệ chạy cánh ở Football League cho Manchester City. Ông cũng thi đấu cho Wigan Athletic tại Lancashire Combination, ghi 31 bàn trong 76 trận ở Giải vô địch.